# Mary Smirke
Mary Smirke, née en 1779, et morte en 1853, est une artiste peintre britannique.

## Biographie
Mary Smirke est née en 1779.
Fille de Robert Smirke, elle expose à la Royal Academy of Arts de Londres en 1809 et de 1812 à 1814. Ses œuvres comprennent View of Arundel Castle et Cottage near Blackheath.
Elle meurt en 1853.